# Nécropole nationale de Floing
De Nécropole nationale de Floing is een begraafplaats met 1.952 Franse soldaten, gesneuveld in de Tweede Wereldoorlog, in de Frans gemeente Floing in het departement Ardennes in de regio Grand Est.